# Similipepsis violacea
Similipepsis violacea is een vlinder uit de familie wespvlinders (Sesiidae), onderfamilie Tinthiinae.
Similipepsis violacea is voor het eerst wetenschappelijk beschreven door Le Cerf in 1911. De soort komt voor in het Afrotropisch gebied.